# Geridixis minx
Geridixis minx är en fjärilsart som beskrevs av Dyar 1914. Geridixis minx ingår i släktet Geridixis och familjen björnspinnare. Inga underarter finns listade i Catalogue of Life.